# استيلاء إسرائيل على الينابيع الفلسطينية في الضفة الغربية
استيلاء إسرائيل على ينابيع الفلسطينيين في الضفة الغربية هي عملية استيلاء على الينابيع في الضفة الغربية المحتلة من قبل إسرائيل وشركة المياه الإسرائيلية "ميكوروت" والمستوطنين الإسرائيليين. وجعلتها للاستخدام الإسرائيلي حصرًا.

## خلفية
تستمد المياه الجوفية التي تعتمد عليها إسرائيل مواردها من 3 أحواض مائية، يقع واحد منها فقط داخل إسرائيل، وتمثل منطقة إعادة تعبئة الجداول المائية فيها 5% فقط من إجمالي المنطقة الواقعة داخل إسرائيل.
وتعتمد مصادر المياه في الضفة الغربية إما على مجاري السيول السطحية التي تجري في الأودية والأنهار، أو على المياه الجوفية، ولم يتمكن الفلسطينيون حتى الثمانينيات من الوصول إلى أكثر من 14-18% من إجمالي المياه المتاحة. يعتمد الأمن المائي المتصوّر لدى إسرائيل على تقليل استخدام الفلسطينيين للمياه الجوفية في أراضيهم في الضفة الغربية.
كان مياه الينابيع تاريخياً تُدار من قِبَل القرى المجاورة للينابيع والتي كانت تقع ضمن حدودها. وقد واجهت السلطة البريطانية الانتدابية في ذلك الوقت صعوبات في صياغة قانون للمياه بسبب تنوع الممارسات الإقليمية، وفشلت كل محاولاتها في هذا الصدد. في تلك الفترة، كانت القيادة الصهيونية تجادل بشكل متكرر قضيتها بزيادة الهجرة اليهودية من خلال التأكيد على أن تقنيات إدارة المياه الحديثة ستضمن قدرة غير محدودة لاستيعاب هؤلاء المهاجرين، وأن المياه كانت وفيرة، والشيء الوحيد الناقص هو الخبرة في تطوير البنية التحتية الحديثة. وقد تم إنشاء شركة المياه الإسرائيلية الحالية "ميكوروت" في عام 1937 بهذا الغرض. ومع إنشاء دولة إسرائيل، قُلصت تقديرات الموارد المائية المتاحة في فلسطين بشكل كبير، واستبدلت الوفرة المتصوّرة بالاعتراف بندرة المياه. وفي عام 1959، قامت إسرائيل بتركيز مواردها المائية وتأميمها.
استخدمت معظم قرى الفلسطينيين المياه الجوفية من الينابيع وجمع مياه الأمطار كمصدر للمياه، حتى عام 1950 عندما ضمت الأردن الضفة الغربية، وهو اجراء لم يتم الاعتراف به من قبل المجتمع الدولي،  وبعد حرب فلسطين عام 1948، فقد سكان النواة التاريخية للقدس وأحيائها الشرقية الوصول إلى ينابيع رأس العين والعروب.
كانت الينابيع تدار تقليديًا بنظام ملكية مشتركة،  وكانت الزراعة المروية في القرى تعتمد بشكل رئيسي على هذه الينابيع،  وفي العقد التالي أتاحت التقنيات المحسنة حفر الآبار. وجمع القرويون الأموال لإنشاء "شركات الآبار" لتأمين التمويل للحفر. وفي منتصف الستينات أنشأت الأردن مؤسسة المياه في القدس، ولكنها خدمت فقط ثلاث مدن هي بيت لحم والقدس ورام الله. وتوقف هذا المشروع عندما احتلت إسرائيل الضفة الغربية عام 1967.
بعد ذلك، لم تمد إسرائيل قوانين المياه الخاصة بها لتشمل الأراضي التي احتلتها، والتي كانت تديرها إدارة عسكرية. وسرعان ما أصدرت تلك السلطة الأمر العسكري رقم. 92 استثمار ضابط عسكري بكل الصلاحيات فيما يتعلق بإدارة الموارد المائية في ما أصبح الأراضي الفلسطينية. أمر عسكري لا. نص 158 في وقت لاحق على أنه لا يمكن حفر الآبار إلا بعد الحصول على تصريح عسكري، وعلى مدى السنوات الـ 23 التالية، تم إصدار 23 فقط من هذه التصاريح. ومع ذلك، نادرًا ما تم لمس مياه الينابيع، ويسمح النظام الحالي للقرى بالاستمرار في إدارة ممتلكاتهم فيما يتعلق باستخدام هذه الموارد.
لم تمد إسرائيل بعد ذلك قوانينها المائية إلى الأراضي التي احتلتها، والتي كانت تديرها إدارة عسكرية، وأصدرت هذه السلطة بسرعة الأمر العسكري رقم 92 الذي منح ضابطاً عسكرياً كل الصلاحيات المتعلقة بإدارة موارد المياه في الأراضي الفلسطينية، وأضاف الأمر العسكري رقم 158 الذي صدر لاحقاً إلزامية الحصول على تصريح عسكري لحفر الآبار، وخلال 23 عامًا تم إصدار 23 تصريحًا فقط.
تحدد منظمة الصحة العالمية الحد الأدنى لاستهلاك المياه اليومي للفرد بمئة لتر في اليوم، ويبلغ المتوسط في الضفة الغربية 66 لترًا،  حيث تستفيد الشركة الإسرائيلية الحكومية "ميكوروت" من ينابيع المياه وحفر الآبار في الضفة الغربية وتزوّد المستوطنات بالمياه لجميع الأغراض الصناعية والزراعية والمنزلية. كما أنها تبيع بعض هذه المياه إلى شركات المياه الفلسطينية، وفقًا لجداول زمنية تحدد السلطات الإسرائيلية الكمية المسموح بها. وللكثير من القرويين الذين يقتصر وصولهم إلى المصادر المحلية بشدة، يجب عليهم في كثير من الأحيان شراء المياه التي يتم تسليمها بالشاحنات بأسعار أعلى بكثير من تلك الموردة إلى المستوطنات، وفي أفقر المجتمعات يمكن أن ترتفع التكاليف الشهرية للمياه المستوردة إلى نصف دخل الأسرة.

## الاستيلاء على الينابيع بعد عام 1967

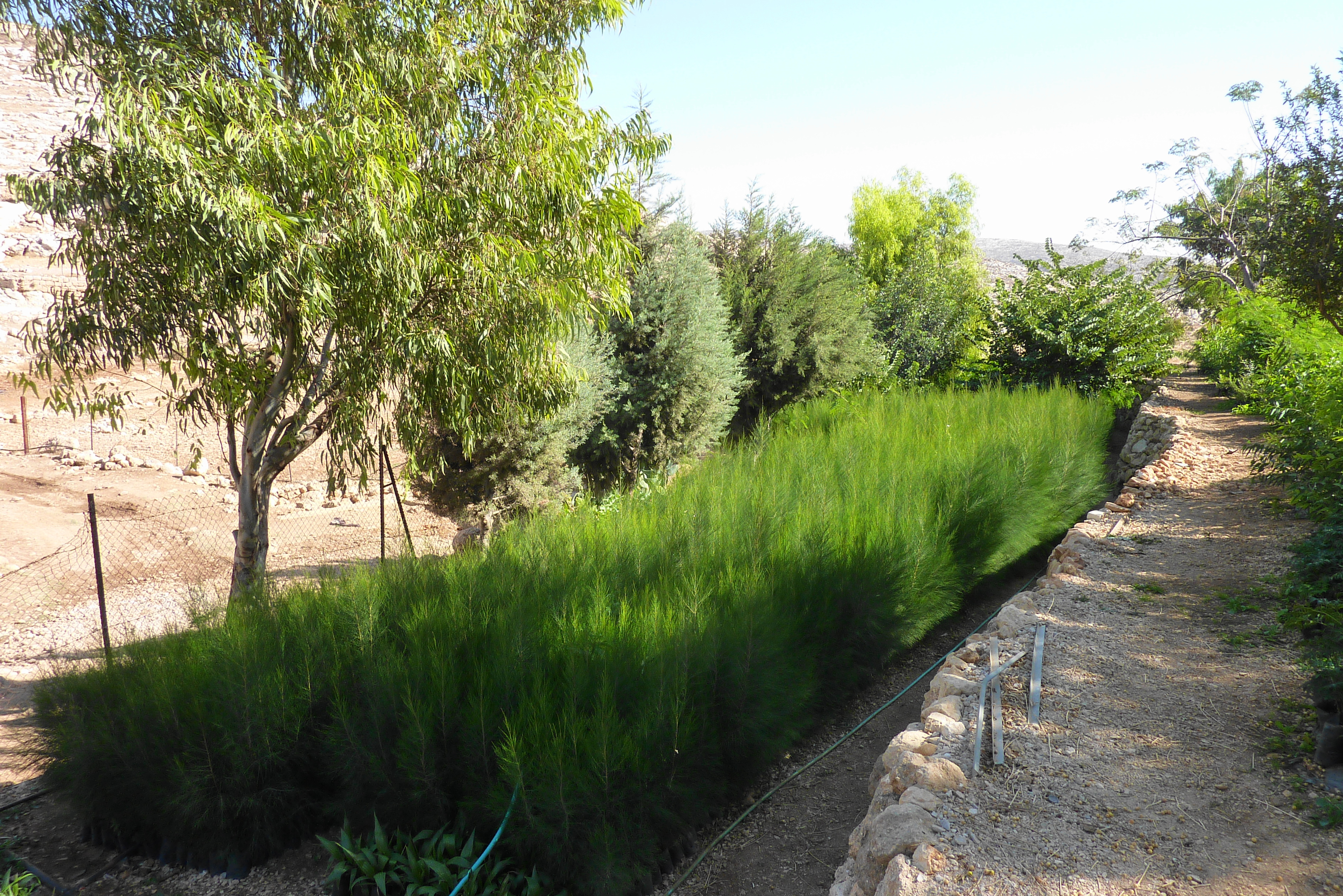
واحة عين سامية شرق كفر مالك

يوجد ما لا يقل عن 300 ينبوع في الضفة الغربية،  وخلال إنشاء المستوطنات الإسرائيلية استهدف المستوطنون العديد من هذه الينابيع، وكان الصراع للسيطرة على ملكية المناطق التي تضمها ولا يزال وجهًا بارزًا للصراع بين الفلسطينيين والجاليات اليهودية المهاجرة،  في دراسة استقصائية أجراها مكتب الأمم المتحدة لتنسيق الشؤون الإنسانية الأراضي الفلسطينية المحتلة في 2011، حدد المكتب 56 ينبوعًا تم احتلالها من قبل المستوطنين (30)، أو كانت هدفًا قادمًا لهم (26)، وكانت 93٪ من هذه الينابيع في المنطقة جي في الضفة الغربية، وكان 84% منها على قطع أراض مسلجة كممتلكات فلسطينية خاصة وفقًا لسجلات الإدارة المدنية الإسرائيلية.
تعتمد إحدى تقنيات الإستيلاء إعلان الجيش الإسرائيلي مناطق واسعة من أراضي الضفة الغربية مناطق نيران عسكرية لا يسمح بدخول المدنيين الفلسطينيين إليها من المفترض أن تعمل "المجالس الإقليمية الست للمستوطنين في الضفة الغربية" بموجب مرسوم عسكري ينظم أنشطتها ضمن حدود بلدية محددة، ولكن وفقًا لصحيفة هآرتس يوتام برجر، فإن الإدارة المدنية / العسكرية تغض الطرف عن هذه الظاهرة أو حتى تشجع المستوطنين على تطوير بنية تحتية في الأراضي الواقعة خارج نطاق ولايتها البلدية والتي هي بخلاف ذلك مناطق عسكرية مغلقة أو ممتلكات فلسطينية خاصة.
صُنفت العديد من الينابيع المستولى عليها كحدائق إسرائيلية، ضمن عملية أوسع لما يسمى «البيئة الاستعمارية»،  أو «ينابيع الفصل العنصري».

## الينابيع المصادرة لصالح المستوطنات (بحلول عام 2011)
قائمة بـ 30 ينبوعاً استولى المستوطنون الإسرائيليون عليها بالكامل بحلول عام 2011.
| اسم الينبوع   | القرية الفلسطينية | المستوطنة الإسرائيلية  |
| ------------- | ----------------- | ---------------------- |
| عين العزقوط   | بردلة             | مجلس إقليمي غور الأردن |
| عين الجربه    | عورتا             | إيتمار                 |
| عين المخيمر   | اللبن الشرقية     | إيلي (مستوطنة)         |
| عين المخنا    | بورين (نابلس)     | هار براخا              |
| عين الجنينة   | بورين (نابلس)     | يتسهار                 |
| عين الشعرة    | بورين (نابلس)     | يتسهار                 |
| عين الكبيرة   | دير الحطب         | آلون موريه             |
| عين العريك    | قريوت             | إيلي (مستوطنة)         |
| عين الدوير    | الجيب (قرية)      | جفعات زئيف             |
| العيون        | النبي صموئيل      | قبر النبي صموئيل       |
| عين البلد     | النبي صموئيل      | قبر النبي صموئيل       |
| عين نطوخ      | المزرعة القبلية   | نحليئيل نيريا          |
| عين المرج     | بيت نوبا (قرية)   | منتزه كندا             |
| عين خالد      | النبي صالح (قرية) | حلميش                  |
| عين القوس     | النبي صالح (قرية) | حلميش                  |
| عين حسين      | عين يبرود         | بيت إيل                |
| عين عبد الله  | عين يبرود         | بيت إيل                |
| عين عيسى      | البيرة (رام الله) | بيت إيل                |
| عين المسرج    | الجانية           | تلمون                  |
| عين الملاح    | الجانية           | تلمون                  |
| عين الظهرا    | البيرة (رام الله) | بيت إيل                |
| عين الشنار    | بيتللو            | نحليئيل                |
| عين البطمه    | راس كركر          | تلمون                  |
| عين سجما      | محافظة بيت لحم    | بات عاين               |
| عين أبو زيد   | نحالين            | روش تسوريم             |
| بير البحارة   | الجبعة            | بات عاين               |
| عين البير     | الخضر             | أفرات                  |
| عين الحبيلة   | خربة صافا         | بات عاين               |
| عين أبو كليبة | نحالين            | هافوت إيالين           |
| عيون البيض    | يطا               | أفيجيل                 |

## ينابيع في خطر بحلول عام 2011
قائمة بالينابيع الفلسطينية التي اعتبرها المحققون التابعون للأمم المتحدة معرضة لخطر الاستيلاء عليها من قبل المستوطنين في عام 2011.
| اسم الينبوع           | القرية الفلسطينية | المستوطنة الإسرائيلية      | مستولى عليها |
| --------------------- | ----------------- | -------------------------- | ------------ |
| عين شعل البير         | بيت فوريك         | البؤرة الاستيطانية إيتامار | لا           |
| عين جهير              | مجدل بني فاضل     | معاليه افرايم              | نعم          |
| عين فصايل             | دوما              | بتزعل                      | نعم          |
| عين المجور            | قراوة بني حسن     | هافوت يائير                | نعم          |
| عين النويطف           | قراوة بني حسن     | هافوت يائير                | نعم          |
| عين دورا              | درة القرع         | بيت ايل                    | نعم          |
| عين العوجا            | خربة العوجا       | يتاف / مزرعة عمر           | نعم          |
| عين المجور            | دير ابزي          | دوليف                      | لا           |
| عين الراية            | النبي صالح        | حلميش / نيفيه تصوف         | لا           |
| عين الزرير            | أتارا             | عطيرت                      | نعم          |
| عين شيبان             | البيرة            | بنيامين                    | نعم          |
| عين الزمعه            | بيتيلو            | حلميش                      | نعم          |
| عيون وادي الزرقاء     | بيتيلو            | ناحلئيل                    | نعم          |
| عين اللوز             | رأس كركر          | تلمون نيريا                | لا           |
| عين الشونه            | رأس كركر          | تلمون                      | نعم          |
| عيون الحرامية         | سلواد             | بنيامين                    | نعم          |
| عين العليا            | دير دبوان         | عوفرا                      | نعم          |
| عين الحكم             | عبود              | بيت أريه عوفريم            | لا           |
| عين سامية             | كفر مالك          | كوخاف هشهار                | نعم          |
| عين حراشة             | المزرعة القبلية   | حراشة / تلمون              | نعم          |
| عين المرسل            | رام الله          | دوليف                      | لا           |
| عين بوبين             | دير ابزيع         | دوليف                      | نعم          |
| عين الرشاش            | المغير            | بؤرة شيلو الاستيطانية      | نعم          |
| وادي فوكين/عين التينة | وادي فوقين        | بيتار عيليت                | لا           |
| عين القسيس            | الخضر             | نيفي دانيال                | لا           |
| عين الحلوة            | عين الحلوة        | مسكيوت                     | لا           |

## 2012-2020
تقع ينابيع عين حنياه في الضفة الغربية، والتي اعترف بملكية قرية الولجة لها منذ العهد العثماني وحتى نهاية الانتداب البريطاني،  أقامت السلطات الإحتلالية الجدار الإسرائيلي في الضفة الغربية وعزلت سكان القرية عن الوصول للينابيع،  وكان يتردد عليه الإسرائيليون والفلسطينيون، وحولته السلطات الإسرائيلية إلى معلم سياحي ضمن ما يسمى حديقة عيمق رفائيم، تأجل افتتاح الحديقة لمدة عامين حيث أصرت الشرطة بالتعاون مع بلدية القدس وسلطة الطبيعة والحدائق على رفض دخول الفلسطينيين والتحكم فيها،  وأن تقوم الحكومة بتحويل حاجز عين يائيل جنوبًا لمنع وصول الفلسطينيين إليها.
تم فتحها أمام اليهود لمدة ثلاثة أيام خلال مهرجان السكوت، والذي يتزامن مع موسم قطف الزيتون الفلسطيني،  ومع ذلك يُمنع الفلسطينيون من الوصول إليها ومن حصاد ثمار بساتين الزيتون الخاصة بهم،  كما مُنع سكان الولجة نفسها الذين يملكون مساحة 297 أكر (120 ها) من المنطقة من الوصول إليها.
| اسم العين  | القرية الفلسطينية | المستوطنة أو البؤرة الاستيطانية | الاسم العبري |
| ---------- | ----------------- | ------------------------------- | ------------ |
| ؟          | ؟                 | مجلس ماتي بنيامين الإقليمي      | عين عوز      |
| عين الرائد | عين قينيا         | دولف                            | عين مازور    |

## الحوادث
منع سكان قرية دير إبزيع الفلسطينية،  من الوصول إلى أراضيها السفلى بالقرب من منطقة الينبوع باستثناء يومين أو ثلاثة في السنة. تعتبر المستوطنات الإسرائيلية غير قانونية بموجب القانون الدولي، وقد جاء أكثر من 600 ألف يهودي للعيش في حوالي 140 من هذه المستوطنات منذ أن احتلت إسرائيل المنطقة بشكل عسكري في عام 1967. وتعتبر الينابيع بشكل خاص نقاطًا حساسة في الصراع بين الإسرائيليين الذين يأتون للإستيطان في الضفة الغربية والقرويين الفلسطينيين المحليين،
أصبحت الينابيع في الضفة الغربية نقاط توتر بين الفلسطينيين الذين يستحمون أو يروون قطعانهم فيها والمستوطنين اليهود الذين سعوا بشكل متزايد لمنعهم من القيام بذلك. حدد تقرير للأمم المتحدة لعام 2012 ثلاثين ينبوعًا تم استيلاء المستوطنين عليها بالكامل و26 أخرى، بما في ذلك عين بوبين، التي كانت “عرضة” للاستيلاء، سواء من خلال السياحة المتكررة أو من خلال وجود دوريات مسلحة يُعتبر تهديدًا للفلسطينيين.
وفقًا لدرور إتكس مؤسس "منظمة كرم نافوت" غير الحكومية الإسرائيلية المعنية بمراقبة عمليات مصادرة الأراضي في الضفة الغربية، إنه يوجد اليوم أكثر من 60 ينبوعًا في الضفة الغربية الوسطى تطمح المستوطنات للاستيلاء عليها كجزء من مشروع النهب الذي بدأ قبل 10 سنوات، وتم الانتهاء من أعمال التنسيق والتجديد في حوالي نصفها، واكتمل الاستيلاء عليها، وحُرِمَ الفلسطينيين من الاقتراب حتى من الينابيع وأراضيهم، ويستهدف المستوطنون ينابيع أخرى وهي في مراحل مختلفة من الاستيلاء عليها.
وفقًا لعميرة هاس، يعد الموقع واحدًا من تسعة مواقع في المنطقة، حيث استولت مستوطنات دولف ونحليئيل والبؤؤ الإسرائيلية غير الشرعية بينهما على مدى ثلاثة عقود على ما يقرب من 3700 فدان (1500 هكتار) من الأراضي الفلسطينية، ومن خلال حظر استخدام الطرق عُزل الفلسطينيون في ست قرى مجاورة وهي كوبر، ورأس كركر، والجانية، ودير عمار، والمزرعة القبلية، وبيتللو عن بعضهم البعض وتعذر وصولهم إلى بساتينهم وينابيعهم وأراضي الرعي بسبب مجموعة متنوعة من التدابير الإستيطانية والعسكرية مثل تخريب الأشجار، والأوامر العسكرية، والاعتداءات.
وتقول عميرة هاس إن المستوطنين استولوا على خمسة من أصل تسعة ينابيع تابعة للقرى المحيطة بعين بوبين،  حيث كانوا يستخدمونها للسباحة والنزهة والأغراض الزراعية. وحُولت هذه العيون إلى مواقع ترفيهية حصرية للمستوطنين والسياح الإسرائيليين فقط، وتؤكد أن فقدان الأراضي والموارد المائية وجه ضربة اقتصادية لسكان هذه القرى الستة، مما دفع العديد من العائلات للاعتماد على المساعدات الغذائية.

## أنظر أيضا
- وادي قانا

## وصلات خارجية
- تأثير استيلاء المستوطنين الإسرائيليين على ينابيع المياه الفلسطينية على الأوضاع الإنسانية للفلسطينيين | آذار/مارس 2012، مكتب الأمم المتحدة لتنسيق الشؤون الإنسانية.
- جبارة، تيسير (2 أبريل 2018). "السيطرة الصهيونية على المياه في فلسطين". مركز الأبحاث منظمة التحرير الفلسطينية. مؤرشف من الأصل في 2022-12-10. اطلع عليه بتاريخ 2023-05-04.